# دیانو سانی
دیانو سانی (پرتغالی برزیلی:[ˈdʒĩnu ˈsɐ̃ni]؛ ایتالیایی: [ˈdiːno ˈsaːni]؛ زادهٔ ۲۳ مهٔ ۱۹۳۲ در سائو پائولو) هافبک اهل برزیل است.
دیانو سانی در تیم‌های فوتبال پالمیراس،XV de Jaú،Commercial-SP، سائو‌‌ پائولو، بوکا جونیورز و آ.ث. میلان سابقهٔ حضور دارد. این بازیکن همچنین در سال‌های ۱۹۶۶–۱۹۵۷ برای تیم ملی فوتبال برزیل به میدان رفته‌است.